# Gobierno de Manuel Zelaya
El gobierno de Manuel Zelaya comenzó el 27 de enero de 2006 y concluyó el 28 de junio de 2009 mediante un golpe de Estado al Poder Ejecutivo, tras varios meses de una crisis política que enfrentó a los poderes del Estado, agravada por la intención de Zelaya de realizar su proyecto de la "Cuarta Urna". La destitución se produjo por órdenes de la Suprema Corte de Justicia de Honduras debido a la comisión de delitos graves, como traición a la Patria y otros. Roberto Micheletti, entonces Presidente del Congreso Nacional de Honduras, asumió el cargo como sucesor legal.
La gestión del gobierno se caracterizó por la improvisación, las malas políticas en materias como la seguridad y la economía y el mal manejo de los fondos públicos. Hubo también acusaciones por corrupción y críticas a los principales medios de comunicación por parte del mandatario Zelaya.

## Gabinete
Al integrarse el gabinete de gobierno, defensores de los derechos humanos alertaron sobre la inclusión de miembros del antiguo Batallón 3-16 en altos cargos, entre ellos: Álvaro Romero como Ministro de Seguridad, Erick Sánchez como asesor de seguridad, Onofre Oyuela Oyuela, Billy Joya, Napoleón Nassar, Salomón Escoto Salinas y René Maradianga Panchamé.
Desde enero de 2006 hasta junio de 2009, el gabinete estuvo compuesto por:
| Cargo                                                          | Funcionario             | Periodo                          |
| -------------------------------------------------------------- | ----------------------- | -------------------------------- |
| Vicepresidente                                                 | Elvin Santos            | 2006-18 de diciembre de 2008     |
| Vicepresidente                                                 | Arístides Mejía         | 6 de enero de 2009               |
| Secretaría Privada de la Presidencia                           | Raúl Valladares         | Desde 2006                       |
| Asesor legal                                                   | Enrique Flores Lanza    | Desde 2006                       |
| Asesor en vivienda                                             | Héctor Briceño          | Desde 2006                       |
| Asesor en seguridad                                            | Dennis Castro Bobadilla | Desde marzo de 2009              |
| Asesor internacional en energía                                | Robert Meyering         | Desde marzo de 2006              |
| Secretaría del Despacho Presidencial                           | Yani Rosenthal          | Desde 2006-Enero de 2008         |
| Secretaría del Despacho Presidencial                           | Enrique Flores Lanza    | Desde enero de 2008              |
| Secretaría de Relaciones Exteriores                            | Milton Jiménez          | 2006-enero de 2008               |
| Secretaría de Relaciones Exteriores                            | Edmundo Orellana        | Enero de 2008-enero de 2009      |
| Secretaría de Relaciones Exteriores                            | Patricia Rodas          | Desde enero de 2009              |
| Presidenta del Banco Central de Honduras                       | Gabriela Núñez          | 2006-14 de enero de 2008         |
| Secretaría de Finanzas                                         | Hugo Noé Pino           | Enero de 2006-junio de 2006      |
| Secretaría de Finanzas                                         | Rebeca Santos           | Desde junio de 2006              |
| Secretaría de Inversiones                                      | Leo Starkman            | Desde 2006                       |
| Secretaría de Seguridad                                        | Álvaro Romero           | 2006-enero de 2008               |
| Secretaría de Seguridad                                        | Jorge Rodas Gamero      | Desde enero de 2008              |
| Secretaría de Defensa                                          | Arístides Mejía         | 2006-enero de 2009               |
| Secretaría de Defensa                                          | Edmundo Orellana        | Desde enero de 2006              |
| Secretaría de Salud                                            | Orison Velásquez        | Enero de 2006-julio de 2006      |
| Secretaría de Salud                                            | Jenny Meza (interina)   | Julio de 2006-enero de 2008      |
| Secretaría de Salud                                            | Elsa Palau              | Enero de 2008-septiembre de 2008 |
| Secretaría de Salud                                            | Carlos Aguilar          | Desde septiembre de 2008         |
| Secretaría de Educación                                        | Rafael Pineda Ponce     | 2006-enero de 2007               |
| Secretaría de Educación                                        | Marlon Brevé Reyes      | Desde enero de 2007              |
| Secretaría de Trabajo                                          | Rixi Moncada            | 2006-enero de 2008               |
| Secretaría de Trabajo                                          | Mayra Mejía             | Desde enero de 2008              |
| Secretaría de Industria y Comercio                             | Lizzie Azcona           | Enero de 2006-agosto de 2006     |
| Secretaría de Industria y Comercio                             | Miriam Mejía            | Agosto de 2006-enero de 2008     |
| Secretaría de Industria y Comercio                             | Fredis Cerrato          | Desde enero de 2008              |
| Secretaría de Obras Públicas, Transporte y Vivienda (SOPTRAVI) | Saro Bonano             | Desde 2006                       |
| Secretaría de Recursos Naturales y Ambiente (SERNA)            | Mayra Mejía             | 2006-enero de 2008               |
| Secretaría de Recursos Naturales y Ambiente (SERNA)            | Tomás Vaquero           | Desde enero de 2008              |
| Secretaría de Agricultura y Ganadería                          | Héctor Hernández        | Desde 2006                       |
| Secretaría de Turismo                                          | Ricardo Martínez        | Desde 2006                       |
| Secretaría de Cultura, Artes y Deportes                        | Rodolfo Pastor          | Desde 2006                       |
| Secretaría Técnica y de Cooperación Internacional              | Karen Zelaya            | Desde 2006                       |
| Ministro de Seguimiento de Proyectos y Acuerdos                | Alejandro Villatoro     | Desde 2006                       |
| Secretaría de Gobernación y Justicia                           | Jorge Arturo Reina      | 2006-enero de 2008               |
| Secretaría de Gobernación y Justicia                           | Victor Meza             | Desde enero de 2008              |
| Ministro de la Secretaría de Ciencia y Tecnología              | Miriam Mejía            | Desde 2006                       |
| Director del Fondo Hondureño de Inversión Social (FHIS)        | Marlon Lara             | 2006-2007                        |
| Director del Fondo Hondureño de Inversión Social (FHIS)        | César Salgado           | Desde 2007                       |
| Director del Instituto Hondureño de Seguridad Social           | Efraín Bú               | Desde 2006                       |
| Gerente de la Empresa Nacional de Energía Eléctrica (ENEE)     | Juan Antonio Bendeck    | 2006-enero de 2008               |
| Gerente de la Empresa Nacional de Energía Eléctrica (ENEE)     | Rixi Moncada            | Desde enero de 2008              |
| Gerente de Hondutel                                            | Jacobo Regalado         | 2006-enero de 2007               |
| Gerente de Hondutel                                            | Jacobo Lagos            | Enero de 2007-mayo de 2007       |
| Gerente de Hondutel                                            | Marcelo Chimirri        | Mayo de 2007-enero de 2008       |
| Gerente de Hondutel                                            | Jorge Rosa              | Desde enero de 2008              |
| Instituto Nacional de la Mujer                                 | Zelma Estrada           | Desde 2006                       |

Durante el gobierno, los fondos de las importantes cuentas del Milenio y de la Estrategia para la Reducción de la Pobreza estuvieron a cargo del ministro de la Presidencia. Zelaya inicialmente dio un puesto en Casa Presidencial a su hermano, Carlos Zelaya, a su yerno Juan Carlos Melara como su asistente y a su sobrino Marcelo Chimirri como subgerente de Hondutel. También dio a parientes de la primera dama el manejo de la Secretaría de Salud y la Dirección Ejecutiva de Ingresos.

## Primer año

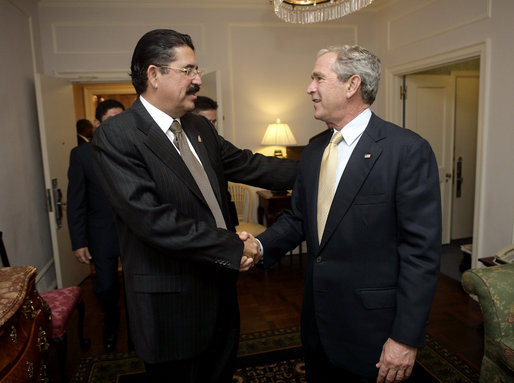
Manuel Zelaya junto con el expresidente de Estados Unidos, George W. Bush, el 18 de septiembre de 2006.

El primer día de gobierno Zelaya sancionó la Ley de Participación Ciudadana, presentada al Congreso Nacional un día antes por el Partido Liberal.
Esta ley sigue los lineamientos del liberalismo político, donde se cree que el pueblo debe participar en decisiones públicas. La ley sería el uno de los principales instrumentos legales sobre el cual el presidente Zelaya construirá el proyecto de la "Cuarta Urna". Días después de iniciada la nueva administración, se declaró emergencia energética por la crisis de la Empresa Nacional de Energía Eléctrica. El 30 de enero, el presidente en consejo de ministros emitió un decreto para otorgar matrícula gratis a los centros educativos en nivel prebásico, básico y medio. Al día siguiente se publicó la Ley de Participación Ciudadana. En febrero, el presidente en consejo de ministros dispuso que cada año de su gobierno 1,000 efectivos del Ejército fueran transferidos a la Policía Nacional para combatir la criminalidad; lo cual es criticado por el presidente del Comité para la Defensa de los Derechos Humanos (CODEH), Andrés Pavón.
El primer año de gobierno se vio marcado por una ola de protestas de diferentes grupos sociales. El 6 de febrero más de 400 taxistas se concentraron frente a Casa de Gobierno para exigir al presidente que cumpliera su promesa de campaña de bajar 10 lempiras al precio del combustible. Exigieron que la medida se realizara antes de los 60 días o tomarían acciones más fuertes. Dos días después el Congreso aprobó una rebaja al combustible de 3.01 lempiras al galón de gasolina regular. El 13 del mismo mes, exempleados del Tribunal Supremo Electoral pertenecientes al Partido Liberal reclamaron frente a Casa de Gobierno el pago de un bono de L. 6,500 que el presidente les prometió en campaña. Zelaya estuvo también bajo la presión del magisterio, que le exigía el cumplimiento del Estatuto del Docente. El 12 de agosto concluyó un paro laboral de 33 días con 10 días de protestas en el sistema educativo nacional, con un acuerdo entre Zelaya y los 6 líderes de la Federación de Organizaciones Magisteriales de Honduras, por el cual se incrementaría el salario de los docentes en L. 24 por hora para los próximos 3 años; lo que le costaría al Estado 7,212 millones de lempiras.
El gobierno se enfocó además en reducir gastos por adquisición y uso de combustibles. El 7 de mayo, en un intento por ahorrar costos en combustible el Poder Ejecutivo adelantó una hora la hora oficial, medida rechazada por grandes sectores populares; también modificó el horario de entrada y salida de empleados públicos y privados, y dispuso que los vehículos del gobierno circularan en días alternos. El 29 de agosto se presentó un decreto ejecutivo para considerar a los derivados del petróleo productos esenciales para la seguridad nacional y el desarrollo económico. Los meses posteriores el gobierno comenzó una licitación internacional para la compra de todo el combustible que se consumía anualmente en el país. Como resultado, en noviembre las empresas ConocoPhillips y Gas del Caribe adquirieron la exclusividad en la importación de combustible para el mercado hondureño. También se reformó la estructura de precios de los combustibles con el objetivo de facilitar su suministro, almacenamiento y distribución; y finalmente en diciembre, se presentó al Congreso un proyecto de decreto para subsidiar con L. 120 millones el aumento de los productos derivados del petróleo.
A fines de 2006, la CEPAL colocó a Honduras en uno de los primeros lugares de crecimiento económico de la región centroamericana, con una tasa de crecimiento del 6%, que en comparación al 4.1% del año anterior representó la mayor variación desde 1993. El producto interno bruto por habitante se elevó y la tasa de desempleo nacional descendió a 3,5%, aunque el subempleo se mantuvo (30%). Esto estuvo asociado al alza en la inversión y el consumo privado, estimulados por el intenso flujo de las remesas familiares (26% del PIB). La tasa de inflación pasó de 7.7% en 2005 a 5.3%. Manuel Zelaya se mostró satisfecho con los avances en el campo de la economía  durante su administración:

El 2006 lo estamos cerrando con mejores indicadores que el 2005, 2004 y 2003. Hay una estabilidad de precios que nos está permitiendo cerrar el año con el más bajo nivel de inflación registrado en los últimos 16 años.
Manuel Zelaya

En política exterior, desde el primer día de gobierno se anunció el interés de Venezuela en cooperar con Honduras en distintas áreas, como el combate al narcotráfico o la energía; motivo por el cual el 30 de enero los gobiernos de ambos países crearon una comisión mixta para revisar los acuerdos existentes y explorar nuevas posibilidades de cooperación. 
| Muertes violentas cada 100,000 habitantes        |
|                                                  |
| Fuente: Observatorio de la Violencia de la UNAH. |

## Seguridad
Durante el gobierno de Zelaya hubo constantes críticas por el aumento de la violencia y la delincuencia. En marzo de 2007 el Congreso Nacional envió una exitativa al presidente para el diseño de una política de seguridad. Según el Observatorio de la Violencia de la UNAH, de 2006 a 2009 el índice de muertes violentas por cada 100 mil habitantes pasó de 37.0 a 66.8, con un total de 13,053 homicidios entre enero de 2006 y junio de 2009. También hubo un aumento en el número de secuestros, pasando de 5 en 2005, a 16 en 2006, 42 en 2007 y 121 en 2008.
También hubo un aumento en el narcotráfico, lo cual se vio reflejado por el número de "narcoavionetas" encontradas en el país, es decir, de avionetas usadas para el transporte de la droga. La mayoría de ellas tenían registro y bandera venezolana, y eran quemadas una vez descargado su cargamento de droga. La primera de ellas cayó el 5 de febrero de 2006. En 2008 se hallaron 12 narcoavionetas y en los primeros seis meses de 2009, 14. En 2008, el Comisionado Nacional de los Derechos Humanos en Honduras, Ramón Custodio, y el embajador de Francia Laurent Dominati advirtieron que Honduras estaba en peligro de convertirse en un narcoestado.

## Economía
En 2007, la CEPAL presentó cifras muy favorables para Honduras en materia económica durante el primer año de gobierno. El 22 de enero de 2007 el gobierno de Zelaya salió beneficiado con la condonación de la deuda externa con corte a diciembre de 2004, por parte del Banco Interamericano de Desarrollo (BID); el monto fue de 1,400 millones de dólares. Los meses posteriores el Fondo Monetario Internacional (FMI) advirtió que la crisis financiera de la Empresa Nacional de Energía Eléctrica podría afectar la estabilidad económica del país; también emitió un informe con varias recomendaciones encaminadas a contrarrestar el empeoramiento de las finanzas que experimentaba Honduras. En octubre el FMI planteó que el crecimiento de las recaudaciones tributarias estaba siendo usado para gasto corriente, especialmente salarios, y no en mayor inversión para reducir la pobreza. 
El 26 de abril de 2007 los taxistas amenazaron al mandatario hondureño con llevar a cabo nuevos paros si no se aprobaba una nueva rebaja en los precios de los combustibles. Zelaya realizó esta reducción. En marzo el Gobierno otorgó un aumento del 9.7% al salario mínimo, retroactivo hasta el 1 de enero de ese año, y del 8% a empleados públicos, excepto a aquellos que se regían por contratos colectivos. Así el salario mínimo promedio pasó de 2,400 a 2,633 lempiras mensuales. En diciembre hubo otro aumento del 11%, pasando de 3,000 lempiras a 3,428. En junio de 2008 el Congreso aprobó un decreto presidencial para dar un bono de compensación al sector transporte de 5 millones de lempiras. 
Tras un fallido diálogo comenzado al inicio de noviembre entre el gobierno, la empresa privada y los trabajadores, el 24 de diciembre el presidente Zelaya anunció en cadena de televisión un aumento vía decreto del 60% al salario mínimo, que pasó de 3,400 lempiras a 5,500 para los trabajadores de la zona urbana y aumentó a 4,055 para los de la zona rural. Para enero la Corte Suprema había admitido recursos de 30 empresas para impugnar el decreto, sin la suspensión del aumento, y trabajadores protestaban en las calles por el cumplimiento del mismo. Según los empresario, el aumento había provocado el despido de 12,000 trabajadores y violaba la ley. El gobierno no cedió, pero ofreció paquetes de incentivos para afrontar el alza. El aumento quedó vigente el 29 de abril cuando la Corte dejó sin lugar los últimos 40 recursos.  

### Licitación petrolera
En enero de 2007, el gobierno emitió un decreto para intervenir dos almacenes de combustibles de la Distribuidora de Productos del Petróleo S.A. (DIPPSA) —uno de los cuales compartía con ExxonMobil—, para ponerlos a disposición de la empresa ConocoPhillips, ganadora de una licitación internacional llevada a cabo en 2006 para la importación de combustibles. ConocoPhillips respondió el 30 de enero exigiendo que el gobierno concertara con la Distribuidora de Productos del Petróleo S.A. (DIPPSA) el alquiler de los tanques de almacenamiento, o retiraría su oferta. Los días posteriores se llevaron a cabo fallidas negociaciones entre representantes del Gobierno y de la DIPPSA, así que el gobierno interpuso una demanda judicial para poder intervenir sus tanques de almacenamiento e importar 11.76 millones de galones de combustible de ConocoPhillips. El 9 de febrero la Corte falló en favor del Gobierno, pero días más tarde el presidente Manuel Zelaya rechazó el contrato de Conoco Phillips, por considerarlo una decisión unilateral y una camisa de fuerza, que además difiere en varios aspectos del original. En marzo el proceso de licitación de combustibles se detuvo indefinidamente.
A pesar del subsidio a los combustibles, el precio de los mismos aumentó en los primeros 15 meses de gobierno —la gasolina súper pasó de L. 63.56 a L. 67.32—, esto aunque el precio del barril bajó de 67.76 a 61.51 dólares durante ese tiempo. En julio de 2007 el mandatario acusó a las transnacionales de provocar un desabastecimiento en represalia por la aprobación de una nueva fórmula de importación de combustible. También el asesor legar de Zelaya, Enrique Flores Lanza, se reunió con directivos de la Comisión Administradora de Petróleo (CAP), la Asociación Hondureña de Distribuidores de Productos del Petróleo (AHDIPPE) y de la Secretaría de Industria y Comercio para solicitar a la fiscalía que investigase la escasez de gasolina.
El 29 de enero de 2008 Honduras entró oficialmente a Petrocaribe, alianza mediante la cual Honduras recibiría por parte de Venezuela 20,000 barriles diarios de búnker para la generación de energía térmica, con el pago del 60% en 90 días y el 40% restante pagado en 25 años, con dos años de gracia, y con el 1% de interés. El contrato firmado por el presidente Zelaya decía que el acuerdo con Petrocaribe sería de un año y se renovaría inmediatamente por períodos iguales, además de que este podía ser «modificado o denunciado» si el gobierno venezolano lo exigía. Ante las dudas de diversos sectores sobre la transparencia en el manejo de este fondo, el gobierno de Zelaya determinó que el Banco Central de Honduras lo administraría en un fideicomiso supervisado por una comisión independiente. Finalmente el Congreso aprobó el ingreso a Petrocaribe, y el 24 de septiembre de 2008 aprobó también la "Ley Especial para la Administración y la
Inversión de los Recursos Provenientes del Acuerdo de Cooperación Energética Petrocaribe", mediante la cual se efectuó un depósito de L. 63,657,951 al Banco Central.

### Derroche de fondos públicos
Una constante durante el gobierno de Zelaya fueron las críticas al mal manejo de fondos públicos y a su excesivo gasto dedicado a publicidad, asuntos personales y viajes al extranjero —sobre todo a Nicaragua, El Salvador y Venezuela. En 2007 hubo suspicacia en cuanto al manejo del Poder Ejecutivo a los fondos de la Estrategia para la Reducción de la Pobreza (ERP), por lo que el 10 de abril el Congreso aprobó que el comisionado de la ERP y a la ministra de Finanzas compadecieran ante una comisión legislativa. Días después, un informe de la Agencia Sueca Internacional de Cooperación al Desarrollo dijo que durante 2006 el gobierno «derrochó» los fondos de la ERP para cumplir las promesas de campaña electoral de Manuel Zelaya, tales como aumentar la fuerza policial, el salarios a maestros y médico, y otros; y afirmaba que el gobierno tenía «poca voluntad y coherencia» para reducir la pobreza. A finales de 2007 la Iglesia Católica y la Asociación Campesina Nacional (ACAN) denunciaron que algunas alcaldías «politizaban» la entrega de fondos de la ERP.
El presidente Zelaya normalmente no viajaba en vuelos comerciales, sino en el avión presidencial West Wind. Según el cálculo de la prensa local, Zelaya realizó 27 viajes en 2006 —cifra récord para un mandatario en su primer año—, casi 30 viajes en 2007, recorriendo un promedio de 33,000 km; y 33 viajes en 2008 (un promedio de un viaje cada 11 días). En cada viaje Zelaya se vio acompañado de una nutrida delegación pagada con viáticos de Casa Presidencial y conformada por periodistas, gente cercana y funcionarios, sobre todo por Milton Jiménez, Raúl Valladares y Patricia Rodas. Casa Presidencial se mantuvo hermética sobre los gastos que estos representaron, aunque según el coordinador del Foro Social de la Deuda Externa en Honduras, Mauricio Díaz, el monto fue de 31 millones de lempiras (1.3 millones de dólares) de 2006 a 2008.
En cuanto a publicidad, el gobierno de Zelaya hacía una excesiva propaganda en medios televisivos, radiales y escritos, sobre todo afines a su política; orientada a promocionar decisiones polémicas como el cierre temporal del aeropuerto Toncontín y la adhesión al ALBA. El manejo de publicidad de Casa Presidencial estuvo centralizado el ministro de la presidencia Raúl Valladares, a quien en septiembre de 2008 Zelaya nombró también presidente de la Comisión Nacional de Telecomunicaciones (CONATEL). Según un estudio de las ONG Asociación para una Sociedad más Justa (ASJ) y el Consejo Nacional Anticorrupción (CNA), entre febrero y abril de 2008 el gobierno gastó aproximadamente L. 5.5 millones en publicidad en periódicos, televisión y radio.

## Transparencia

### Fraude en Hondutel
La empresa hondureña de telecomunicaciones Hondutel tuvo mucha atención mediática en 2007 por las constantes denuncias de irregularidades y de tráfico gris en las llamadas internacionales—por el cual dichas llamadas eran desviadas a "líneas grises" que hacían que fueran facturadas por Hondutel como llamadas locales. En marzo de 2007 el Congreso Nacional aprobó que Hondutel y la Comisión Nacional de Telecomunicaciones (Conatel) presentaran auditorías sobre los minutos internacionales entrantes a la central de Hondutel y los operadores a los cuales se entregaban. Entre otros puntos, se solicitaba la asistencia de la Unión Internacional de Telecomunicaciones (UIT) y del gobierno de Estados Unidos, y se conformaba una comisión parlamentaria para investigar la actuación de la Fiscalía y de Conatel en las denuncias de fraude de llamadas internacionales. En julio, el presidente Manuel Zelaya afirmó que los diputados se habían confabulado con empresarios para destruir y privatizar a Hondutel, mientras que el gobierno estadounidense recomendó a sus empresarios no hacer negocios con dicha empresa por las denuncias de fraude.
En septiembre de 2007 un reporte investigativo de la Fundación Arcadia afirmaba que Hondutel había sido defraudada por grandes sumas de dinero a través del uso de "líneas grises", así como por fraudes corporativos y corrupción de alto nivel. El fraude le habría costado a Hondutel una baja del 47% en sus ingresos, con una baja de 70.2 millones de ingresos en llamadas internacionales, esto a pesar de que Hondutel era la única empresa hondureña habilitada para hacer llamadas internacionales. Según el reporte una de las principales responsables fue la empresa Cable Color —propiedad de Jaime Rosenthal, entonces padre del ministro de la presidencia Yani Rosenthal—, que administraba más de 240 "líneas grises". También responsabilizó al gerente de Hondutel, Marcelo Chimirri —sobrino de Manuel Zelaya—, señalando que su riqueza sospechosamente había crecido bastante en muy poco tiempo. En 2017 y 2018, Chimirri fue encontrado culpable por enriquecimiento ilícito y fraude, al aceptar sobornos millonarios de la empresa Latin Node mientras fue gerente de Hondutel.

## Política exterior

### Solución territorial con Nicaragua
El 15 de marzo comenzó en la Corte Internacional de Justicia el juicio oral entre Honduras y Nicaragua por el conflicto en la delimitación del territorio marítimo en la zona del paralelo 15; conflicto que inició en 1999. Tiempo atrás el presidente Zelaya había afirmado que el conflicto entre ambos países había finalizado tras un arreglo amistoso entre él y el presidente de Nicaragua Daniel Ortega. Ante las dudas de estas afirmaciones, el Congreso Nacional creó una comisión para conocer la situación actual del juicio. El litigio entre Honduras y Nicaragua concluyó el 8 de octubre, con una resolución muy favorable para Honduras, en la que reconocía la soberanía de Honduras en los cayos Bobel, Savanna, Port Royal y Cayo Sur. El mandatario Zelaya se mostró satisfecho: «Se llegó a un 80 por ciento de lo que Honduras pidió, me parece que la cifra (...) es equitativa y compensatoria para lo que Honduras había solicitado.»

### Adhesión al Chavismo
Para finales de 2007, el gobierno zelayista se aproximó a los gobiernos de tendencias socialistas del nicaragüense Daniel Ortega, el venezolano Hugo Chávez Frías y el cubano Fidel Castro. El 9 de octubre de 2007, Manuel Zelaya visitó Cuba con una delegación de más de 40 personas conformada por empresarios, funcionarios, dirigentes de su partido y periodistas; el país no había sido visitado por un presidente hondureño en 46 años. Mientras que en diciembre Honduras fue aceptado como el miembro número 17 de Petrocaribe, una alianza petrolera impulsada por el mandatario venezolano. Poco después Zelaya dio un giro inesperado en la política nacional al anunciar que su gobierno sería de tendencia izquierdista y socialista, marcando el primer caso registrado de un giro político de la derecha hacia la izquierda en la región.
El 25 de agosto de 2008, Zelaya integró a Honduras a la Alianza Bolivariana para los Pueblos de Nuestra América (ALBA), que aglutinaba a gobiernos izquierdistas de tendencia chavista. La adhesión se dio en medio de un ambiente de división social sin precedentes entre quienes apoyaban el ALBA y quienes lo consideraban «nefasto para los intereses nacionales», entre ellos el sector político y empresarial. Días atrás el Consejo Hondureño de la Empresa Privada (COHEP) había rechazado en un comunicado la adhesión al ALBA, por considerarla «un acuerdo de tendencia ideológica, política y militar». En la ceremonia de adhesión, llevada a cabo en Honduras, los presidente invitados, Hugo Chávez, Evo Morales y Daniel Ortega realizaron varias críticas a Estados Unidos y al ALCA. Chávez, además, dijo en un polémico discurso que quien no estaba de acuerdo con el ALBA era «un vendepatria o un ignorante». Estas declaraciones fueron condenadas públicamente por los opositores al ALBA, entre ellos el entonces presidente del Congreso Nacional y del COHEP:
| La presencia de Chávez aquí fue totalmente desagradable; no teníamos nosotros por qué traer a un individuo a que nos insultara en nuestra propia casa. Amílcar Bulnes, presidente del COHEP | Es un irrespeto que se nos insulte en nuestra patria y a otras naciones amigas como los Estados Unidos. Roberto Micheletti, presidente del Congreso Nacional |

El mandatario Manuel Zelaya, por su parte, había iniciado una millonaria campaña para promover el ALBA a lo interno de Honduras. Los días posteriores a la adhesión al ALBA, se emitió un comunicado de Casa de Gobierno y otro de la Cancillería de la República en los cuales se declaró que los funcionarios del gobierno zelayista compartían en un 100% el discurso del mandatario venezolano. Zelaya también llamó a los empresarios a apoyar el ALBA en una cadena nacional. A pesar de lo que se esperaba, el Congreso Nacional aprobó la adhesión al ALBA el 9 de octubre, con la abstención del Partido Nacional.

### Estados Unidos
En junio de 2006, el presidente Manuel Zelaya tuvo una reunión con el presidente estadounidense George W. Bush, tras la cual afirmó que Bush avalaba la relación entre Honduras y Venezuela, lo cual fue desmentido desde Washington.
El 2 y 3 de junio de 2009 se celebró una cumbre de la OEA (Organización de Estados Americanos) en la ciudad hondureña de San Pedro Sula, donde los países del ALBA presentaron un borrador llamado Nuestro texto, solicitando la admisión de Cuba en la OEA (de donde fue expulsada el 31 de enero de 1962). La secretaria de Estado de Estados Unidos, Hillary Clinton, presentó esta propuesta: Estados Unidos levantaría la prohibición a Cuba siempre y cuando el gobierno de este país se adhiriera a los principios de la OEA, lo cual fue aceptado por los países del ALBA. Según el embajador de Estados Unidos en Tegucigalpa Hugo Llorens, en un cable filtrado en enero de 2011, Zelaya le contó que se esforzó por convencer a los presidentes de los países del ALBA a aceptar la propuesta estadounidense durante la cumbre, llegando a amenazar con retirarse del ALBA, pues él quería que se lograran acuerdos tomando en cuenta los intereses de todos para evitar que la cumbre fuera vista como un fracaso de su administración. Zelaya se refirió a esto diciendo: «Lo notorio de los cables diplomáticos de los embajadores imperiales es que se tomen tan en serio la misión de interpretar desde su beneficio las cosas que hacemos otros países».

## Otros
En el año 2007, Manuel Zelaya Rosales comenzó su programa de protección a los bosques hondureños, particularmente en una de las zonas muy importantes: el ecosistema del río Plátano, en la Mosquitia hondureña.

## Controversias y señalamientos

### Confrontación con la prensa
Durante toda su gestión como presidente, Manuel Zelaya realizó varias críticas a los grandes medios de comunicación nacionales, a quienes acusó de boicotear su gestión, transmitir información falsa, ser parciales, amarillistas y provocar zozobra en la población. Para Zelaya, en Honduras existía un "oligopolio" de medios estrechamente ligados al poder político y económico, que corrompía el ejercicio de la libertad de prensa. Eso manifestó en la 63 Asamblea General de la Sociedad Interamericana de Prensa (SIP) de octubre de 2007, donde aseguró que las fricciones de su gobierno con «los dueños de algunos de los principales medios de comunicación» eran por un conflicto de intereses económicos y de poder que «nada tenían que ver con la libertad de expresión». De sus críticas exceptuó al diario Tiempo, propiedad de la familia de su ministro de la Presidencia.
En enero de 2007 Zelaya atacó a El Heraldo, La Tribuna y La Prensa, asegurando que sus noticias eran «tendenciosas, perversas, mal intencionadas» y que no mostraban sus declaraciones, lo cual el presidente del Colegio de Periodistas de Honduras señaló como una mala actitud ante las críticas. En marzo de 2008 mencionó también a la emisora de radio Radio Cadena Voces de atacarlo «todos los días»; y entre otras cosas dijo también: «La prensa gráfica no está cooperando, está atacando permanentemente al gobierno para que fracase. (...) tienen ganas de que hayan más crímenes, siento que lo celebran casi. Cada vez que hay un secuestro lo sacan en primera plana.» En enero volvió a referirse a La Tribuna y El Heraldo, acusándolos de ser responsables de la ola delictiva del país.
En marzo de 2008 la SIP mencionó a Manuel Zelaya como uno de los 7 presidente latinoamericanos que buscaban «minar la credibilidad de los periodistas». Para este organismo el gobierno creó «un ambiente un ambiente hostil contra los medios de comunicación, periodistas y editores» con presencia común de amenazas, ofensas públicas e intimidación en respuesta a escándalos de corrupción pública. Afirmó que «en muchos de los casos» los ataques fueron orquestados por el propio presidente  de la República, quien «arremete contra los medios de comunicación del país porque no cubren los actos de gobierno a su manera».
En 2007 medios nacionales reprodujeron una nota del periódico mexicano El Universal donde se denunciaban actos de corrupción en la empresa de telecomunicaciones Hondutel. En respuesta, el gerente de entonces, Marcelo Chimirri, acusó legalmente a 6 personas de medios por calumnia y difamación: los directores de Telenoticias del Canal 5 Renato Álvarez y Rossana Guevara, dos periodistas de Radio Cadena Voces, uno de El Heraldo y otro de La Prensa. La acción fue condenada por el Colegio de Periodistas de Honduras, el Colegio de Abogados de Honduras, el comisionado nacional de los Derechos Humanos, Ramón Custodio; y ONGs como la Fundación Democracia Sin Fronteras y el Consejo Nacional Anticorrupción. La Corte Suprema declaró estas demandas inadmisibles.

### Reformas electorales
A finales de 2007 el Congreso Nacional aprobó reformas a Ley Electoral de Honduras, las cuales fueron vetadas el 8 de enero de 2008 por el presidente Manuel Zelaya por considerarlas inconstitucionales, ya que adelantaban la fecha de elecciones internas, aumentando así el tiempo legal de campaña, y establecían un presupuesto estatal de 1,000 millones de lempiras para el financiamiento de campañas políticas. Zelaya dio una cadena nacional donde dijo que las reformas «debilitan en vez de
fortalecer la democracia y resultan inconvenientes para los intereses públicos porque afectan las finanzas del país». El Congreso remitió el decreto a la Corte Suprema de Justicia, la cual determinó dos días después que las reformas no violaban la constitución, de modo que las mismas fueron ratificadas por el Congreso.
El tema de las reformas generó fricciones entre el presidente del Congreso, Roberto Micheletti, y del Ejecutivo, Manuel Zelaya. También provocó protestas de varias organizaciones populares en la plaza del Congreso los días 10 y 14 de enero de 2008, donde dos días después se sacrificaron simbólicamente manifestantes del Consejo Cívico de Organizaciones Populares e Indígenas de Honduras como forma de protesta. También se pronunciaron en contra otras varias organizaciones obreras y populares. Finalmente, en marzo el presidente del Congreso presentó un decreto para restablecer íntegramente los artículos concernientes a la financiación a los partidos políticos, que fue aprobado en abril.

## Fuente
- Comisión de la Verdad y la Reconciliación de Honduras (Julio de 2011). Para que los hechos no se repitan. Organización de los Estados Americanos. Consultado el 1 de junio de 2019.

- Datos: Q65161051